# Клинцовский район (Саратовская область)
Клинцовский райо́н — административно-территориальная единица в Саратовской области, существовавшая в 1935—1960 годах. Административный центр — с. Клинцовка.

## История
Район образован 18 января 1935 года в составе Саратовского края (с 1936 года — в Саратовской области).
Согласно административной карте Саратовской области 1956 года район объединял населённые пункты Семёновка, Клинцовка, Новая Александровка, Бобровка, Жестянка, Растяпино, Любицкое, Новопавловка, Новодмитриевка, Карловка, Новая Шиншиновка, Ерёмино, Новая Порубёжка, Максютово, Кордон, Большая Тарасовка, Клевенский, Рахмановка. Согласно административной карте Саратовской области 1939 года в состав района также входили не обозначенные на административной карте 1956 года населённые пункты: Малая Тарасовка, Ново-Спасское, совхоз № 32 имени Ворошилова, Новая Ивановка, Новая Успенка, Бобров Гай, Кубань, Габдулино, Пузаны, Лебяжий, Кочетки, фермы № 2 и № 3 совхоза "Клевенский".
19 мая 1960 года район был упразднён, большая часть территории вошла в состав Пугачёвского района.

## Население
Динамика численности населения по годам:
| 1939   | 1959   |
| ------ | ------ |
| 14 411 | 10 686 |

### Национальный состав
| № | Национальность | 1939 год        |
| - | -------------- | --------------- |
| 1 | Русские        | 12 616 (87,5 %) |
| 2 | Казахи         | 771 (5,4 %)     |
| 3 | Украинцы       | 439 (3 %)       |
| 4 | Башкиры        | 393 (2,7 %)     |
| 5 | Татары         | 66              |
| 6 | Мордва         | 45              |
| 7 | Другие         | 78              |
| 8 | Не указали     | 3               |
| 9 | Всего          | 14 411          |